# Cremastus curviterebrans
Cremastus curviterebrans là một loài tò vò trong họ Ichneumonidae.